# Fernley
Fernley é uma cidade localizada no estado americano de Nevada, no condado de Lyon.

## Geografia
De acordo com o United States Census Bureau, a cidade tem uma área de 333,7 km², onde 316,3 km² estão cobertos por terra e 17,4 km² por água.

### Localidades na vizinhança
O diagrama seguinte representa as localidades num raio de 40 km ao redor de Fernley.

## Demografia
Segundo o censo nacional de 2010, a sua população é de 19 368 habitantes e sua densidade populacional é de 61,2 hab/km². Possui 7 975 residências, que resulta em uma densidade de 25,2 residências/km².